# 亚得里亚体育场
亚得里亚体育场（意大利语：Stadio Adriatico），意大利中部阿布鲁佐大区佩斯卡拉市的一个体育场。该体育场主要用于举办田径及足球赛事。佩斯卡拉足球俱乐部的主场也设在该体育场。
亚得里亚体育场于1955年开放。1960年夏季奥运会的部分足球赛事在此地举行。2009年，体育场修整完毕，并作为2009年地中海运动会的主体育场。